# DB-Baureihe V 51
Die Baureihe V 51, ab 1968: Baureihe 251, bezeichnet eine Serie von drei Schmalspur-Diesellokomotiven, die im Jahre 1964 für die Deutsche Bundesbahn gebaut wurden. Sie sollten den Betrieb mit den völlig überalterten Dampflokomotiven auf den verbliebenen drei 750-mm-Schmalspurstrecken in Baden-Württemberg rationalisieren. Bis auf die Spurweite ist die V 51 mit den zwei meterspurigen Maschinen der Baureihe V 52 baugleich. Sie gingen 1964 jeweils an die Federseebahn (V 51 901), die Strecke Warthausen-Ochsenhausen (V 51 902) und die Bottwartalbahn (V 51 903), wobei sie sich überall hervorragend bewährten.

## Geschichte

### Vorgeschichte
In den frühen 1960er Jahren verkehrten auf den verbliebenen Schmalspurbahnen der Deutschen Bundesbahn in Baden-Württemberg größtenteils Züge, die von noch 13 betriebsfähigen schmalspurigen Dampflokomotiven gezogen wurden. Um den Betrieb auf diesen ansonsten von der Stilllegung bedrohten lokalen Strecken mit einer Spurweite von 750 bzw. 1000 mm zu modernisieren und zu rationalisieren, gewährte das Land Baden-Württemberg Zuschüsse an die Deutsche Bundesbahn.
Den Anlass ergab die ab 1954 geplante Stilllegung der meterspurigen Bahnstrecke Mosbach–Mudau im Odenwald. Nach einem schweren Unglück zwischen Omnibus und Zug in Lauffen am Neckar im Jahr 1959 im Zusammenhang mit der Zabergäubahn strebte die Bundesbahn auch für die Strecken mit 750 mm Spurweite eine Übergangslösung mit Diesellokomotiven an, im Fall der Zabergäubahn ausnahmsweise auch für den Personenverkehr. Generell waren die Diesellokomotiven als Übergangslösung gedacht, um den Güterverkehr auf den Schmalspurstrecken noch eine gewisse Zeit wirtschaftlich weiterführen zu können, bis der Ausbau der Straßen eine Auflassung der Bahnen ermöglichen würde. Der dauerhafte Weiterbetrieb, eine Modernisierung im eigentlichen Sinne oder mehr Attraktivität für die Fahrgäste war nicht das Ziel.

### Entwicklung
Gefordert wurde von der Deutschen Bundesbahn daraufhin eine zugstarke Lokomotive mit nicht zu hoher Achslast, die sowohl zum Einsatz vor Personen- als auch Güterzügen selbst auf kleineren Gleisradien geeignet sein sollte. Dabei wurde weniger Wert auf hohe Geschwindigkeit als auf robuste und wartungsfreundliche Konstruktion gelegt. Aufgrund der Zuschüsse des Landes kam für den Auftrag nur eine Firma aus Baden-Württemberg in Betracht.
Zunächst waren C- und D-gekuppelte Stangenlokomotiven der Firma Gmeinder & Co. in Mosbach im Gespräch. Für den Personenverkehr nach Mudau erschienen diese Typen jedoch zu schwerfällig. Die D-gekuppelte Typ bot Gmeinder auch der Brohltalbahn in Rheinland-Pfalz an, erhielt aber keinen Auftrag.
Inzwischen hatte die MaK in Kiel im Jahr 1959 an die Alsen’sche Portland-Cement-Fabriken KG (die spätere Alsen AG) in Itzehoe eine vierachsige Drehgestell-Diesellok geliefert, die 1958 von MaK für Industrie- und allenfalls Privatbahnen entwickelt worden war. Jene Lok hatte bei Lieferung einer Spurweite von 860 mm. Die Typbezeichnung von MaK lautete MaK 400 BB. Dieses Kürzel gab die Gesamtleistung und die Achsfolge an. Mit dem Mittelführerhaus, das eine gute Sicht nach allen Seiten gewährte, auch beim Rangieren, und der guten Bogenläufigkeit durch die Drehgestelle erschien diese Type auch für den Einsatz auf den öffentlichen staatlichen Schmalspurbahnen in Baden-Württemberg sehr gut geeignet. Da die MaK und das Dezernat der Bundesbahn für Brennkraftlokomotiven (in München) bereits seit Jahren auf dem Bereich der Regelspurloks gut zusammenarbeiteten, dürfte MaK die neue Type ins Spiel gebracht haben. Weil das Land Baden-Württemberg eine anteilige Zuschussfinanzierung in Aussicht stellte, sollten die Loks jedoch auch in diesem Bundesland hergestellt werden. Daher erhielt nun doch Gmeinder diesen Auftrag, jedoch unter grundsätzlicher Übernahme der Konstruktion aus Kiel. Gmeinder durfte diese in Lizenz nachbauen. In einigen Details wurden die Maschinen aus Mosbach so weit wie möglich an die Normteile der Bundesbahn angepasst, etwa bei den Stirnlampen.

### Bau

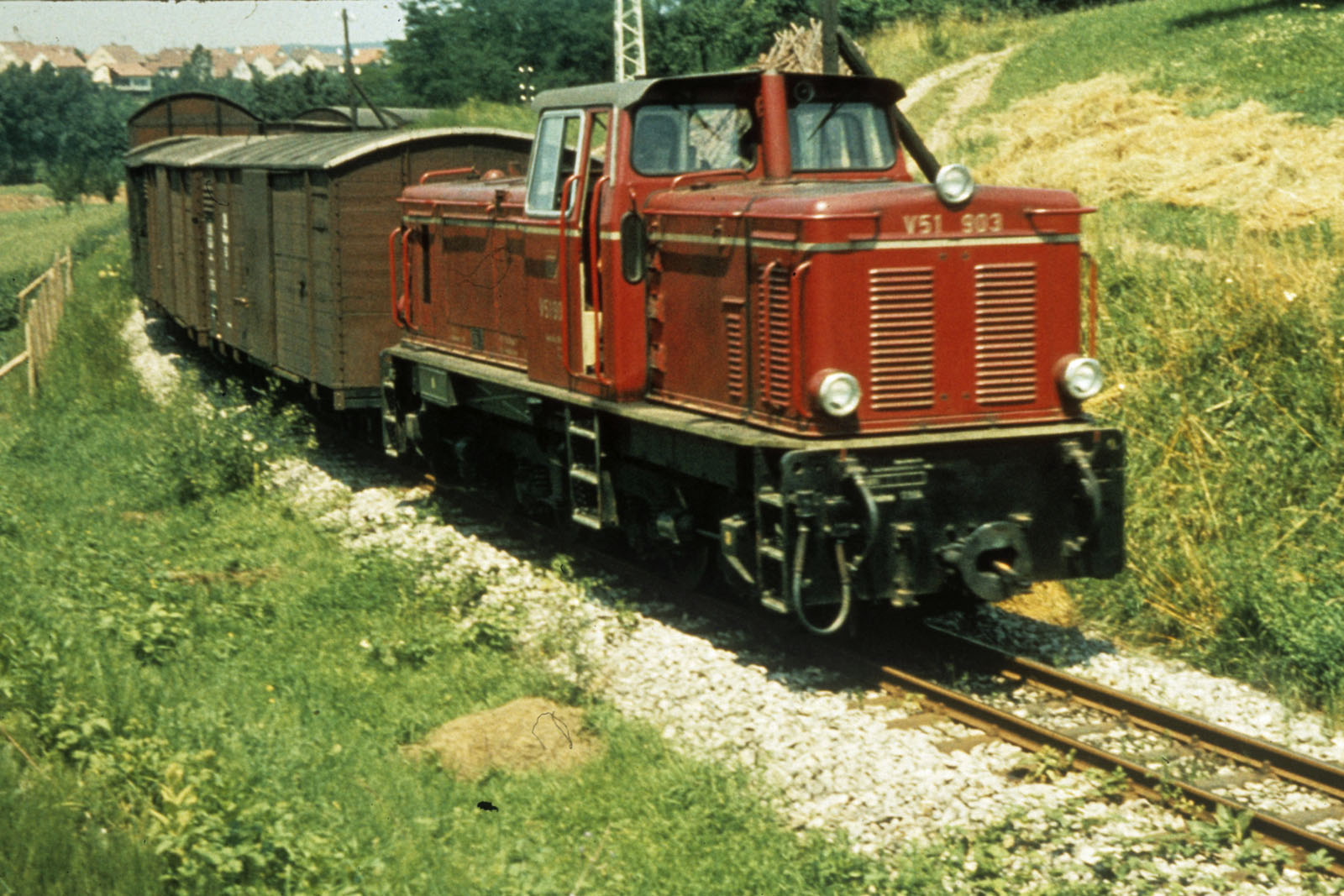
V 51 903 auf der Bottwartalbahn bei Steinheim an der Murr

Im Jahre 1963 nahm die Deutsche Bundesbahn den rein äußerlich stark an die Baureihe V 100 erinnernden Entwurf von Gmeinder & Co. an, woraufhin die bekannte Mosbacher Lokomotivfabrik von MaK eine entsprechende Lizenz zum Bau der neuen Schmalspur-Diesellokomotiven für Baden-Württemberg erhielt. Mit der V 100 ist die V 51 allerdings weder konzeptionell noch konstruktiv verwandt. Der Bau der Lokomotiven verlief problemlos, und Gmeinder & Co. lieferte im Jahre 1964 insgesamt drei Diesellokomotiven der Baureihe V 51 für die Spurweite 750 mm an die DB. Außerdem wurden im gleichen Jahr zwei Diesellokomotiven der Baureihe V 52 ausgeliefert. Sie unterschieden sich in der Spurweite, der Breite der Drehgestelle sowie durch die Ausrüstung zur Zugheizung, die der V 51 fehlte, dort blieb der entsprechende Platz frei.
Die Fabriknummern von Gmeinder lauteten:
- V 51 901: 5327
- V 51 902: 5328
- V 51 903: 5329

In der Planungsphase waren seitens der Deutschen Bundesbahn für die Spurweite 1000 mm auf der Mudauer Strecke zwei Maschinen vorgesehen, für 750 mm insgesamt zunächst fünf Maschinen, davon zwei zur Vollverdieselung der Bottwartalbahn, ebenfalls zwei für Lauffen–Leonbronn, auf der als einziger der Personenzugverkehr nun doch aufrechterhalten werden sollte, und eine für Warthausen–Ochsenhausen. Weil die Anliergerkommunen inzwischen dem Land Baden-Württemberg gegenüber ins Gespräch brachten, die Zabergäubahn auf Normalspur umzustellen, verringerte sich die Zielgröße. Außerdem stellte die Landesregierung klar, dass sie für Strecken, die voraussichtlich bald nur noch im Güterverkehr bedient würden, allenfalls nur jeweils eine planmäßig benötigte Lok mitfinanzieren werde, keine Reservelok, da die Bundesbahn durch den Frachtverkehr noch Einnahmen erzielte. Zudem war die Förderung von Anfang an davon abhängig, dass die betreffenden Strecken in einem ausgewiesenen Fördergebiet des Landes liegen. Dies war bis dahin nur beim Odenwald der Fall und für Buchau/Oberschwaben geplant, aber nicht spruchreif. Daher wurde die Förderung letztlich nur für die beiden Loks der Reihe V 52 gewährt. Das Land übernahm einen Kostenanteil von etwa vier Fünftel der Kaufsumme. Die drei Maschinen vom Typ V 51 für die 750-mm-Spur erwarb die Bundesbahn schließlich vollständig auf eigene Kosten. Obwohl zwei Lokomotiven bereits mit der Aufschrift „Bahnbetriebswerk Heilbronn“ versehen waren, schickte die Bundesbahndirektion Stuttgart V 51 902 in letzter Minute direkt ab Werk Mosbach zur Buchauer Bahn von Bad Schussenried, wofür ursprünglich wegen der geringen Bedeutung keine Diesellokomotive vorgesehen war. Obwohl die Bundesbahn für die Buchauer Linie wie geplant das Stilllegungsverfahren einleitete, zufälligerweise gleichzeitig mit Auslieferung der V 51 902 nach Buchau, ersetzte die Maschine dort die planmäßigen Dampfloks und half so, für den Restbetrieb bis 1969 Kosten zu sparen.
Dem Prototyp von MaK von 1959 folgten jedoch direkt an Kiel keine weiteren Aufträge mehr. Die Industrie wandte sich dem gleislosen Förderbetrieb zu, der keine Lokomotiven mehr brauchte. Letztlich wurden somit vom Lizenznehmer Gmeinder mehr Stück dieser Type gebaut als vom Entwickler MaK. Die Prototyplok wurde nach ihrem Einsatz bei den Zementwerken Alsen 1966 an die Kleinbahn Leer-Aurich verkauft und dort auf Meterspur (1000 mm) umgespurt. 1971 ging sie an die Brohltalbahn, 1989 an die Rhätische Bahn in der Schweiz. Dort diente sie erheblich modernisiert als Bauzug- und Hilfslok. Im Jahr 2023 kehrte sie ins Brohltal zurück.

### Einsatz
Die drei Diesellokomotiven für 750 mm Spurweite wurden 1964 unmittelbar nach der Auslieferung an die entsprechenden Schmalspurbahnen verteilt: Jeweils eine Maschine kam zur Federseebahn (V 51 901), eine zur Schmalspurbahn Warthausen-Ochsenhausen-Biberach (V 51 902) und eine zur Bottwartalbahn (V 51 903), wo sie die überalterten Dampflokomotiven ersetzten. Alle drei Lokomotiven erwiesen sich von Anfang an als gelungene Konstruktionen und bewährten sich in jeder Hinsicht. Allerdings konnten auch diese damals modernsten schmalspurigen Diesellokomotiven den Niedergang der entsprechenden Schmalspurbahnen letzten Endes nicht verhindern, da es trotz aller Rationalisierung nicht mehr gelang, auf allen drei Schmalspurbahnen wieder einen wirtschaftlich rentablen Betrieb herzustellen, nur die Bottwartalbahn konnte ein weiterhin beachtliches Fahrgastaufkommen vorweisen. So hielt der Einsatz der V 51 bei der Deutschen Bundesbahn nicht auf allen drei württembergischen 750-mm-Schmalspurbahnen lange an.
Als noch im selben Jahr (1964) die Federseebahn stillgelegt wurde, unterstützte die dort stationierte V 51 901 den Abbau der Strecke und kam danach für dieselbe Aufgabe zur Bottwartalbahn, die – trotz eines großen Fahrgastaufkommens (vor allem im Berufsverkehr) – stillgelegt wurde. Am 1. Januar 1968 wurden die Maschinen nach dem neuen Baureihenschema der DB mit computerlesbaren Fahrzeugnummern als Baureihe 251 bezeichnet.
Im Jahre 1970 kamen beide Lokomotiven der Bottwartalbahn als Ersatz für die Dampflokomotiven zur Strecke Warthausen–Ochsenhausen (Lokomotive 99 633 von der Federseebahn blieb dort einzige Ersatz-Dampflokomotive), die zu diesem Zeitpunkt noch einen erheblichen Güterverkehr aufwies. Die Kühlschrank-Fabrik von Liebherr in Ochsenhausen sicherte den Weiterbetrieb des Güterverkehrs nach Warthausen mit zum Teil normalspurigen Güterwagen auf Rollböcken für fast 20 Jahre nach der Einstellung des Personenverkehrs und dem Abbau des Streckenabschnitts nach Biberach (welcher stets nur für Personen- und Stückgutverkehr genutzt worden war). Allerdings waren die drei Lokomotiven dieser Baureihe auf dieser nunmehr etwas verkürzten Strecke nicht voll ausgelastet, so dass die 251 901 1971 nach Österreich an die Steiermärkischen Landesbahnen (StLB) verkauft wurde. Die nunmehr auf der Strecke Warthausen–Ochsenhausen vorhandenen beiden anderen Diesellokomotiven 251 902 und 251 903 blieben bis zur Stilllegung der Strecke am 31. März 1983 vor den dortigen Güterzügen im Einsatz.

## Verbleib

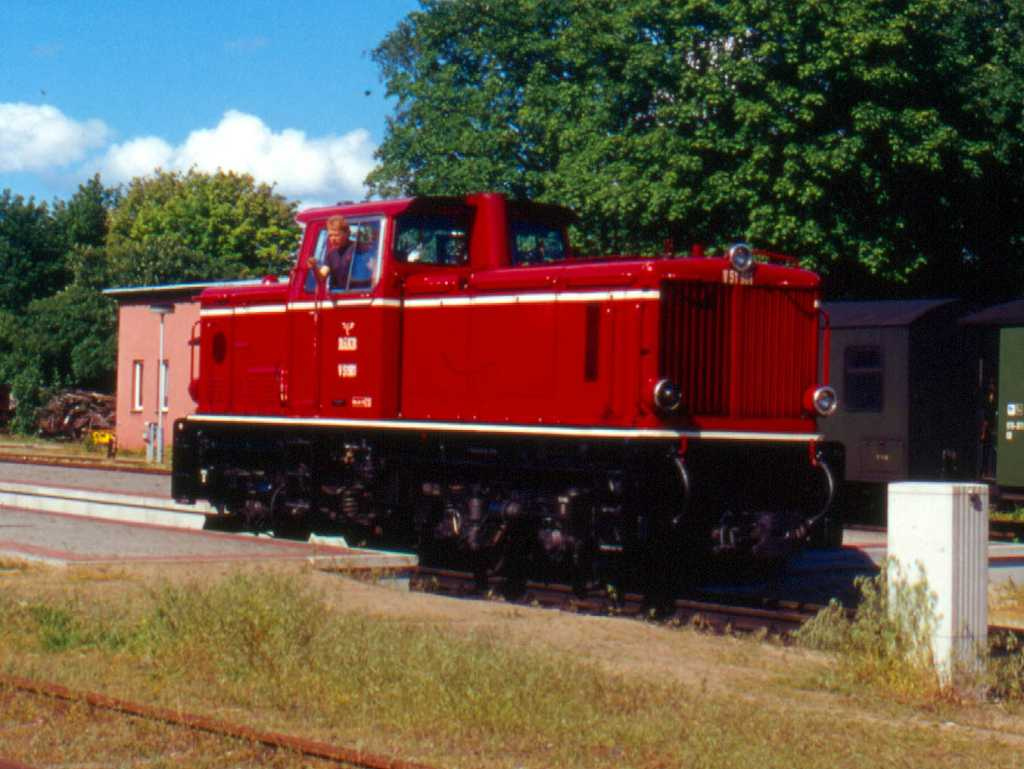
Lokomotive V 51 901 der RüKB in Putbus (2001)

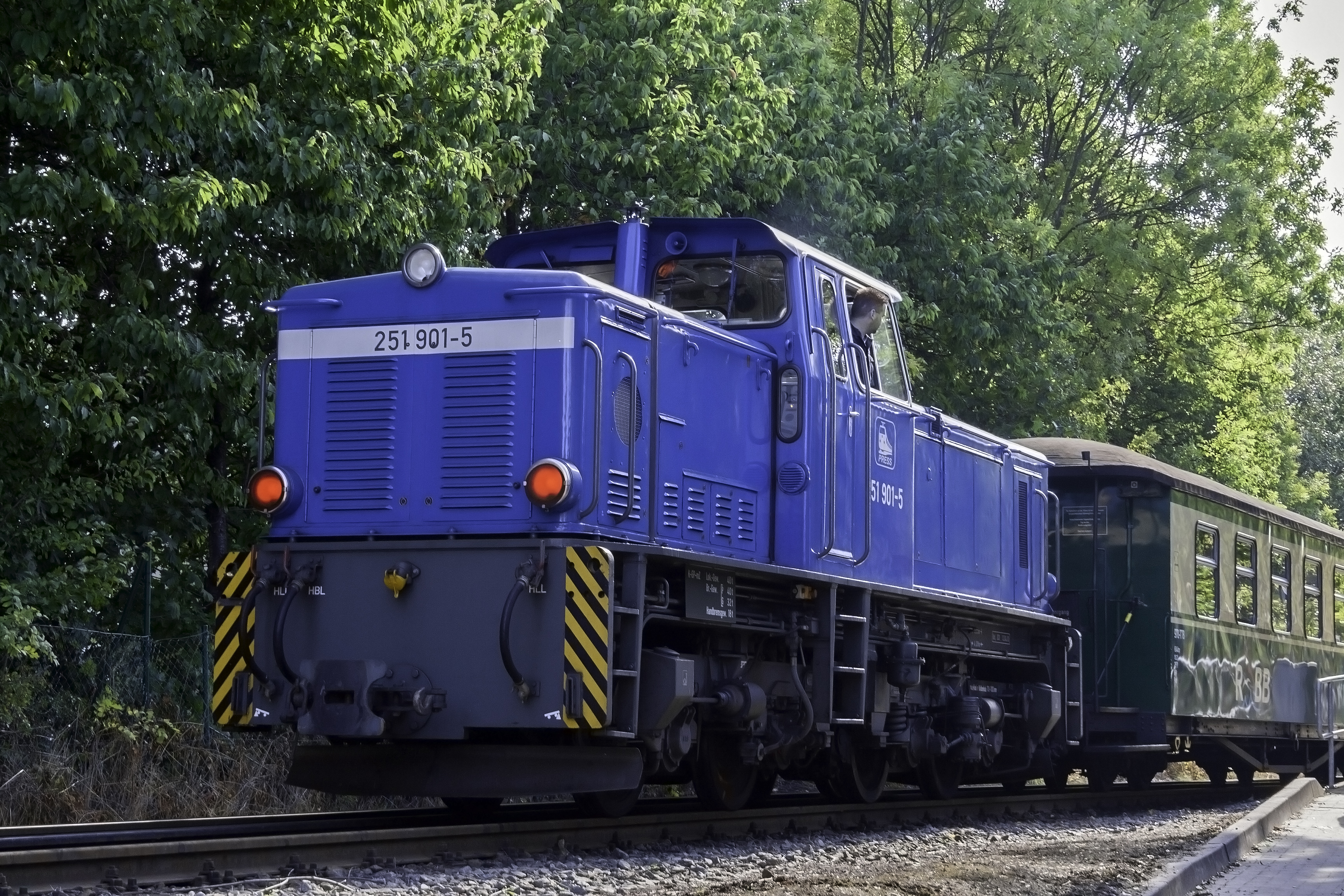
Dieselbe Maschine als 251 901-5 in Lauterbach (2014)

Die 251 901 wurde 1971 nach Österreich an die Steiermärkischen Landesbahnen (StLB) verkauft, auf 760 mm (Bosnische Spur) umgespurt und gelangte zur Landesbahn Kapfenberg–Seebach-Turnau. Dort kam sie in ihrer originalen Farbgebung als VL 21 in Betrieb, war aber als Reserve nur selten im Einsatz (unter anderem wegen ihres hohen Treibstoffverbrauchs). Wegen ihrer sehr hohen Achslast war eine Verstärkung des Oberbaus notwendig. Zu Beginn des Jahres 1999 wurde sie von den Rügenschen Kleinbahnen gekauft, um nach erneuter Umspurung auf ihre ursprüngliche Spurweite von 750 mm als V 51 901 die dortigen Dampflokomotiven zu unterstützen. Seit 2008 gehört die Lok dem Landkreis Rügen und kommt für die PRESS – Rügensche BäderBahn zum Einsatz.
Die 251 902 verblieb auf ihrer Heimatstrecke Warthausen–Ochsenhausen. Sie war nach der offiziellen Stilllegung dort etwa zwei Jahre lang hinterstellt und kam am 29. Juni 1985 zur dort eröffneten Öchsle-Museumsbahn. Nach internen Streitigkeiten wurde sie 1996 von ihrem privaten Eigentümer in Bad Waldsee hinterstellt, ab 2002 bei Biberach. 2006 wurde die Lokomotive für eine eventuelle spätere Aufarbeitung zerlegt.
Lok 251 903 wurde im Jahre 1984 über einen Zwischenhändler (NEWAG aus Oberhausen) an die italienische Firma Gleismac Italiana S.p.A. in Gazzo di Bigarello/Provinz Mantua verkauft. Dort wurde sie im Jahre 1985 mit Wechseldrehgestellen für 1000 mm (Meterspur), 1435 mm (Normalspur) sowie 1668 mm (Breitspur) ausgestattet und nach Spanien verkauft, wo sie von der Gleisbaufirma COMSA aus Barcelona im Bauzugdienst eingesetzt wurde. 2009 wurde sie von der Öchsle Bahn AG gekauft; seit September 2009 ist sie wieder in Ochsenhausen und befindet sich in Aufarbeitung. 2016 wurde sie an den Verein Öchsle Schmalspurbahn weitergegeben. 2020 erhielt sie erneut Drehgestelle mit 750 mm Spurweite.

## Fahrzeug-Chronik
- V 51 901 (ab 1968: 251 901-0): 1964 DB V 51 901; 1968 DB 251 901; 1971 StLB VL 21 (Umspurung auf 760 mm); 1998 Zwischenhändler WBB; 1998 RüKB V 51 901 Rügensche Kleinbahn, seit 2008 gehört die Lok dem Landkreis Rügen und kommt für die PRESS – Rügensche BäderBahn zum Einsatz.
- V 51 902 (ab 1968: 251 902-3): 1964 DB V 51 902; 1968 DB 251 902; 1984 Öchsle Schmalspurbahn GmbH; 1996 vom Öchsle abgezogen und hinterstellt in Bad Waldsee; Seit 2002 hinterstellt bei Biberach.
- V 51 903 (ab 1968: 251 903-1): 1964 DB V 51 903; 1968 DB 251 903; 1984 Gleismac, Gazzo di Bigarello; 1985 Comsa, Barcelona (Drehgestelle für 1000 mm, 1435 mm und 1668 mm); Seit September 2009 Eigentum der Öchsle Bahn AG. Die Aufarbeitung der Lok läuft bereits und nach der Aufarbeitung wird die Lok bei der Öchsle-Museumsbahn eingesetzt.[3] Seit 2020 sind die auf 750 mm Spurweite rück-umgespurten Drehgestelle wieder in Ochsenhausen, so dass die Lok nach rund zehn Jahren Zustand der Demontage nun wieder zusammengesetzt werden kann. Eine Spendenaktion des Vereins Öchsle Schmalspurbahn e. V. zur Finanzierung der weiteren Arbeiten läuft.

## Technik
Die vierachsigen schmalspurigen dieselhydraulischen Lokomotiven mit zwei Drehgestellen waren eine zur damaligen Zeit richtungsweisend moderne Konstruktion, die mit ihrem mittig zwischen den beiden langen Vorbauten liegenden Führerhaus und den abgerundeten Aufbauten den typischen Stil des Herstellers MaK für Diesellokomotiven erkennen ließ. Technisch weitgehend baugleich waren die Maschinen mit einer von MaK im Jahr 1959 an die Alsen'schen Portland-Zementwerke in Itzehoe ausgelieferte MaK 400 BB für 860-mm-Spur, bei der die Kraftübertragung ebenfalls über Hydraulik und ein Nachschaltgetriebe erfolgte.
Das Konzept dieser Industrieloktype unterschied sich völlig von den üblicherweise an die Bundesbahn gelieferten Maschinen wie etwa der regelspurigen Baureihe V 100, trotz einer gewissen äußerlichen Ähnlichkeit. Während die Staatsbahn auf Großdieselmotoren setzte, baute MaK in die Industrietype bewusst zwei relativ kleine Industriedieselmotoren ein. So konnte bei schwacher Last nicht nur kraftstoffsparend mit nur einer Motoranlage gefahren werden. Selbst bei Ausfall eines Motors war die Lok noch immer einsatzfähig. Die Empfehlung von MaK an die Industrielokkunden lautete, sich einen zusätzlichen Motor als Ersatz zuzulegen. So hätte ständig ein Motor gewartet werden und notfalls rasch über Nacht getauscht werden können, ohne dass die Lok tagsüber hätte stillstehen müssen, so dass die Gewerbekunden ihre Industriebahn ständig am Laufen halten konnten. Die Industriemotoren konnten von üblichen Werkstattschlossern gewartet werden, die Ersatzteile waren handelsüblich. Ganz anders war der Weg der Bundesbahn, die ganze Lok zur Wartung oder bei Ausfall in eines ihrer bahneigenen Großausbesserungswerke zu geben. Diese Möglichkeiten hatten die Industrie- und Privatbahnen im Zweifel nicht, sie mussten sparsamer und effektiver wirtschaften.
Das etwas hochbeinige und relativ schmale Aussehen der Fahrzeuge kam daher, dass es sich beim Grundkonzept dieser Loktype um eine regelspurige dreiachsige Industrielok handelte, die im Baukastensystem auch als Zweiachsversion sowie eben für Schmalspur erhältlich war. Für die Schmalspurversion sollten die Hauptmaße der dreiachsigen Regelspurlok weitgehend beibehalten werden, um alle Bestandteile ohne zu große Änderungen unterzubringen. Weil die Schmalspurversion konstruktiv für die kleinste geforderte Spurweite von 750 mm ausgelegt wurde, ergaben sich zusätzliche Zwänge beim Platz. So konnten die Loks jedoch ohne große weitere Änderungen auch für größere Spurweiten innerhalb des Schmalspurbereiches hergestellt werden. Alle Maschinen besaßen zwei MWM-Dieselmotoren mit einer Leistung von jeweils 270 PS (199 kW) bei 1600/min im vorderen längeren Vorbau, wobei im kürzeren hinteren Vorbau der Hilfsdieselmotor, die Batterien, der Kompressor sowie die Druckluft- und Diesel-Tanks ihren Platz hatten. Der Hilfsdiesel wurde nur bei der Baureihe V 52 eingebaut, weil man ihn für die Stromversorgung für die Heizung und Beleuchtung der Personenwagen brauchte. Die Baureihe V 51 war seitens der Bundesbahn nur als Übergangslösung für die bis auf weiteres vorgesehene Abwicklung des Güterverkehrs vorgesehen, nicht mehr für Personenzüge. Daher konnte sie nur außerhalb der Heizperiode vor Personenzügen laufen.
Die Kraftübertragung erfolgte über einen Drehmomentwandler vom Typ TwinDisc 11500 MS450 sowie ein von MaK hergestelltes Nachschaltgetriebe vom Typ MaK 3.162.04. Anders als bei den regelspurigen dieselhydraulischen Lokomotiven der Bundesbahn, die ein in sich geschlossenes Strömungsgetriebe mit variablen Drehmomentwandlern haben, arbeitet das in den V 51 und V 52 verbaute, nicht gesondert regelbare TwinDisc-Getriebe mit dem Lokomotivkraftstoff als Übertragungsmedium. Der Kraftstoff passiert nach Verlassen des oben im kurzen Vorbau angebrachten Tanks erst die beiden Strömungsgetriebe, bevor er den Motoren zugeführt wird. Diese Lösung erfordert einen dauerhaften Kraftschluss des Strömungsgetriebes, weshalb die Lokomotiven zusätzlich eine zwischengeschaltete Zweischeiben-Druckluftkupplung besitzen. Die Lokomotiven waren für eine maximal zulässige Dienstgeschwindigkeit von 40 km/h ausgelegt, die tatsächlich mögliche Höchstgeschwindigkeit lag bei etwa 65 km/h. Die Anfahrzugkraft lag für eine Diesellokomotive dieser Größe bei beachtlichen 130 kN (13.200 kp) maximal und 115 kN (11.800 kp) im Mittel. Die Lokomotiven verfügten über eine Sicherheitsfahrschaltung (Sifa), jedoch nicht über eine Zugbeeinflussung (Indusi), da diese auf Nebenbahnen mit geringen Geschwindigkeiten nicht eingesetzt wird. Alle Maschinen dieser Baureihe verfügten über eine für Schmalspurbahnen typische Trichterkupplung.
Die Loks waren sowohl auf Spurweite 750 wie 1000 Millimeter für eine fahrzeugseitige Geschwindigkeit von 40 km/h ausgelegt. Diese konnte auf 750 mm jedoch nicht gefahren werden, weil die Strecken nicht dafür zugelassen waren. Rein technisch hätte auch auf 750 mm wesentlich schneller gefahren werden können, wie dies in Österreich und Bosnien der Fall war und bis heute ist (bis zu 80 km/h). Bei der V 51 machte sich jedoch der ungünstige hohe Schwerpunkt rasch bemerkbar. Auch wenn sich die Maschinen von Zugkraft und Zuverlässigkeit her betrieblich sehr bewährten, konnten sie den Charakter einer Zwischenlösung aus dem Baukasten nicht verleugnen. Andere ähnliche Typen an Diesellokomotiven für Schmalspur aus jener Epoche, die gezielt für Schmalspur konstruiert waren, zeigten wesentlich günstigere Fahreigenschaften, sei es die Reihe 2095 der Österreichischen Bundesbahnen, die VL 11–16 der Steiermärkischen Landesbahnen oder die Reihe 740 der Jugoslawischen Staatsbahn (alle für 760 mm). Vor allem der jeweils unterhalb des Rahmens zwischen den Drehgestellen gelagerte Kraftstofftank sorgt dabei für einen wesentlich tieferen Schwerpunkt und eine günstigere Dynamik auf dem Gleis.

## Technische Daten
Konstruktionsdaten der Baureihe V 51 von 1964 nach Gmeinder & Co. GmbH
Abmessungen
- Kleinste befahrbare Abrundung am Ablaufberg: 50 m

Gewichte
- Gewicht je lfd. Meter: 4,07 t

Maschinenanlage
- Betriebsdrehzahl: 500–1600/min

Hilfsmotor
- Anzahl Hilfsmotoren: 1
- Hersteller Hilfsmotoren: MWM
- Typ: MWM AKD 412Z
- Leistung: 21,75 PS (16,2 kW)
- Betriebsdrehzahl: 2000/min

Kraftübertragung
- Hersteller Drehmomentwandler: TwinDisc
- Typ: 11500 MS450
- Hersteller Nachschaltgetriebe: MaK
- Typ: 3.162.04
- Übersetzungsverhältnis: 1,31:1
- Steuerung: pneumatisch

Kraftübertragung
- Hersteller Achsgetriebe: Gmeinder & Co.
- Vorlegeachstrieb Typ: GM 170 EVA/398
- Übersetzungsverhältnis: 3,98:1
- Achstrieb Typ: GM 170 E/285
- Übersetzungsverhältnis: 2,85:1
- Hersteller Gelenkwellen: GWB
- Motor-Getriebe: 367,5
- Getriebe-Achstrieb: 167,5
- Achstrieb-Achstrieb: 167,5

Zugkraft
- Max. Anfahrzugkraft am Radumfang: 130 kN (13.200 kp)
- Mittlere Anfahrzugkraft am Radumfang: 115 kN (11.800 kp)
- Zugkraft bei Vmax: 20 kN (2.000 kp)

Bremse
- Knorr-Druckluftbremse mit Führerbremsventil und direkter Bremse über Feinregelventil
- Höchster Betriebsdruck: 10,8 bar (10 atü)
- Antrieb: hydrostatisch, max. 6,4 kW (8,7 PS)